# ガイストクラッシャー ゴッド
『ガイストクラッシャー ゴッド』は、カプコンより2014年9月4日に発売されたニンテンドー3DS用カスタム武装アクションゲーム。キャッチコピーは「神章開戦 今、戦いは神話へ突入する」。
前作『ガイストクラッシャー』と同様に同社の看板ゲーム『モンスターハンターシリーズ』と『戦国BASARAシリーズ』のコラボレーションが実施される。
前作に続きニンテンドーeショップにて体験版を無料配信中。またデパートや家電量販店などでは経験値ポイントQRコードや2次元フリーミッションを期間限定設置する(但し、経験値は一つのソフトに一回のみで、データを引き継いだ後にプレイした場合は以前取得したものは使えない)。TVシリーズが終了しても、他の雑誌媒体や公式HPで二次元フリーミッションが付いている場合がある。

## 概要
前作に新シナリオと各種パワーアップ要素を追加したアッパーバージョン。本数限定で超進化型ガイストギアQRコード(全5種)が付き、カプコンのインターネット通販「イーカプコン」での先着購入者限定でオリジナル曲「ガイストクラッシュ123」を収録したプレミアムサウンドトラック（経験値パック500万付き）が貰える。
バンダイから販売されている玩具『ガイメタル』シリーズは引き続き使用可能。

### パワーアップ・追加要素
- 前作では一部パートのみだったボイスがフルボイス化され、またアニメ部分に関しても字幕が表示されるようになる。ホビー『ガイメタル』シリーズに於いては声無しだったのが全編フルボイス化した。
- 武器のガンタイプに、新たに「二丁拳銃」が追加。これにより武器は5タイプ16種類になる。
- 必殺技ゲージやアイコンが下画面に表示されるようになり、表示インターフェースが集約・刷新された。
- ガイストアーツ発動時に、その技名表示が表示される。また、カットインは新規イラスト。
- エクストリームフォーム時に技発動中のキャンセル動作が出来るようになり、機動性が高まった。
- 既に取得しているガイメタルに別のガイメタルの遺伝子を融合させるガイストギアの能力変更機能「GNA遺伝」が追加されている。
- 前作ではローカルのみだった対戦・協力プレイがインターネット経由でも可能になり、すれちがい通信によるプロフィールカード交換、そのプレーヤーが装着しているガイストギアのエクストリームフォームとの対戦も可能に。
- 対大型ガイスト戦時に、ジャストガード及びジャストスライド成功で素早く突進し、後ろを確保する動き『ジャストスライド』が追加。
- アタック倍率の採用。攻撃する事によってゲージが貯まり、それによって攻撃時の与ダメージが最大2倍に増大する。但し、ダメージを受けると1倍に戻る。
- 前作からのセーブデータが引き継ぎ可能で、引き継いだ場合は『アルティメット・ゼウス』が使用可能になる。
- ストーリーモードの難易度に「イージーモード」が追加され、アクションが苦手な人でも遊びやすくなった。

## 新規大型ガイスト
イクシード・フェンリル
グローリー・ガルーダ
シノビ・オロチ
クリスタル・ユニコーン
ブリッツ・ドラグーン
マイク・マーキュリー(声　大谷育江)
サンゴク・キンカク
センゴク・ギンカク
イージス・サーペント
ラグーン・シービショップ
スピニング・カマイタチ
ディーバ・セイレーン
フォトン・キマイラ
ブレイブ・ドレイク
オボロ・ツチグモ
ダイダル・クラーケン
トランス・シニガミ
アカシック・ルドラ
ピーカック・アルゴス
ディッシュ・サゴジョウ
アグリィ・チョハッカイ
テディ・ライラプス
キラー・パピルザク
アルティメット・ゼウス
パーフェクト・カオス

## 新規進化型ガイスト
アサシン・パピルゼノン
ワイルド・ライラプサー
パルス・キマイラス
タイセイ・ソンゴクウ

## コラボガイスト
モンスター・ガイマガラ
アルファ・ガイレウス
シルバー・ガイレウス
アルファ・V龍
アルファ・ファラオン
アルファ・マサムネ
ネッケツ・ユキムラ
アルファ・ユキムラ

## ゴッドガイスト
正精神ゴッド・ヒノカグツチ
正断神ゴッド・バルドル
正仁神ゴッド・クロノス
正覚神ゴッド・アトゥム(声　小西克幸)
正殉神ゴッド・ブラフマー

## 追加用語
GCGファルコン
サイファとの最終決戦時、暗黒島の結界に突入させ大破したGCGベースに代わる新造後継艦。ガイストが地中から出現することから新機能に巨大ドリルを装備し、地中潜行が可能となるが、変形やブリッジの位置は異なっている。
ガイストファイル
ドスメーアファイルでは記載されていない新種のガイストを記した追加資料。ブラックガイストも新たに発見された新種であった為、この資料項目に記された。
ゴッドガイスト
ドスメーアファイルに登録されていない巨大なG波を持つ五体の大型ガイストの総称。地球に元から存在していた者ではなく、外宇宙からの来訪者である。レジェンドガイストよりも測定限界数値を遥かに上回る100000000GVを叩き出し、一つの国を瞬く間に滅ぼすとされる。地球に現れた理由はカオスが人間の手によって復活させられた事である。
ガイスペース
　最終決戦でカオスと戦った異空間。GCGの高性能レーダーであっても検知や位置特定は出来ない。フリーミッションでも此処で戦闘する場合がある。
　